# Almendral
Almendral település Spanyolországban, Badajoz tartományban. Almendral Badajoz, Barcarrota, Nogales, Torre de Miguel Sesmero és Salvaleón községekkel határos. Lakosainak száma 1197 fő (2024).

## Népesség
A település lakosságának változását az alábbi diagram mutatja:
| Lakosok száma | 1455 | 1352 | 1316 | 1307 | 1308 | 1312 | 1282 | 1232 | 1223 | 1197 |
|               | 2001 | 2004 | 2006 | 2009 | 2011 | 2014 | 2016 | 2019 | 2021 | 2024 |